# Osama Hamadi
Osama Al Hamadi (arab. اسامه الحمادي, ur. 7 czerwca 1975 roku w Tripolisie) – libijski piłkarz, obrońca, reprezentant Libii w piłce nożnej.
Jest podstawowym piłkarzem trypolitańskiego klubu Al-Ittihad (którego jest wychowankiem). W pierwszej lidze libijskiej zdobył 13 goli w 436 meczach. W drużynie narodowej zadebiutował 27 kwietnia 1997 roku w towarzyskim meczu przeciwko Libanowi (przegranym 0:2).